# 棕眉柳莺
棕眉柳莺（学名：Phylloscopus armandii）为柳莺科柳莺属的鸟类。该物种的模式产地在北京。

## 亚种
- 棕眉柳莺指名亚种（学名：Phylloscopus armandii armandii）。在中国大陆，分布于内蒙古、辽宁、河北、山西、陕西、甘肃、青海、西藏、四川、山东等地。该物种的模式产地在北京。[3]
- 棕眉柳莺西南亚种（学名：Phylloscopus armandii perplexus）。在中国大陆，分布于宁夏、湖北、四川、云南、西藏、贵州等地。该物种的模式产地在云南。[4]